# Virus B19
Virus B19 ali parvovirus B19 (tudi eritrovirus B19) je virus iz družine parvovirusov, ki pri otrocih povzroča peto bolezen (infekcijski eritem), okužbo plodu in posledične okvare. Gre za prvi odkriti in do leta 2005 edini poznani humani parvovirus. Leta 1975 ga je po naključju odkrila avstralska virologinja Yvonne Cossart. Ime je dobil po oznaki petrijevke (B19), v kateri so ga odkrili.

## Virologija
Eritrovirusi spadajo v družino majhnih virusov DNK, poimenovano parvovirusi. 
Gre za virus ikozaedrične oblike brez virusne ovojnice, ki vsebuje dednino v obliki enojnoverižne DNK. Na obeh koncih molekule DNK se nahaja palindromsko zaporedje, ki tvori lasnično zanko. Lasnična zanka na 3'-koncu predstavlja začetni oligonukleotid za DNK-polimerazo. Eritrovirusi so dobili ime po sposobnosti, da v kostnem mozgu napadejo predhodniške celice rdečih krvničk (eritrocitov).

## Prenašanje
Virus se primarno prenaša kapljično, vendar so že poročali tudi o prenosu s krvjo. Verjetnost okužbe pri stiku z okuženo osebo v istem gospodinjstvu je okoli 50%, pri stikih otrok v razredu pa še za pol manjša.

## Kužnost in simptomi
Simptomi se pojavijo po 4 do 28 dneh po izpostavljenosti virusu  in trajajo okoli 1 teden. Okužena oseba z normalno delujočim imunskim sestavom je kužna do pojava simptomov, kasneje pa kažejo podatki, da ne. Posamezniki s prisotnimi protitelesi IgG proti virusu B19 so načeloma imuni na ponovno okužbo, vendar v manjšini primerov lahko do nje ponovno pride. Okoli polovica odraslih je imuna na okužbo zaradi izpostavljenosti v preteklosti.

## Epidemiologija
Virus B19 povzroča okužbe le pri ljudeh, med tem ko parvovirusi, ki napadajo mačke in pse, ne okužijo človeka. Proti virusu B19 cepivo ne obstaja, vendar so v preteklosti že raziskovali njegov razvoj.

## Vloga pri boleznih

### Peta bolezen
Peta bolezen ali infekcijski eritem je le ena od pojavnih oblik okužbe z virusom B19. Prizadene lahko ljudi katerekoli starosti, vendar je najpogostejša pri otrocih, starih od 6 do 10 let. Ime peta bolezen izhaja iz dejstva, da je šlo za peto po vrsti opisano bolezen, ki povzroča rožnatordeči izpuščaj.
Po določeni inkubacijski dobi po okužbi (največkrat 4 do 14 dni) se pri bolniku razvije bolezen. Kaže se predvsem s povišano telesno temperaturo in utrujenostjo, virus pa je v največji količini prisoten v krvi. Po pojavu simptomov bolnik praviloma ni več kužen.
Po neznačilnem kratkotrajnem vročinskem obdobju s kašljem, bolečinami v mišicah in konjunktivitisom sledi po krajšem presledku nenaden pojav rdečkastega izpuščaja na obrazu, ki ima dvignjene robove, po nekaj dnevih pa še izbruh makulopapuloznega izpuščaja po telesu in udih.

### Aids
Virus B19 lahko pri bolnikih z aidsom povzroči kronično slabokrvnost, ki pa jo zdravniki pogosto spregledajo. Pri nekaterih bolnikih se je ko učinkovito izkazalo zdravljenje z eritropoetinom ali intravenskim dajanjem imunoglobulina. Pri bolnikih z okužbo s HIV-om lahko uvedba protiretrovirusnega zdravljenja sproži vnetno reakcijo zaradi okužbe z virusom B19.

### Artritis
Pri odraslih in verjetno tudi pri nekaterih otrocih lahko virus B19 povzroči seronegativni artritis, ki je praviloma enostavno obvladljiv s protibolečinskimi zdravili. Po okužbi z virusom B19 imajo ženske dvakrat tolikšno tveganje za pojav artritisa kot moški. Verjetno je do 15 % vseh novih primerov artritisa posledica okužbe z virusom B19; stik z okuženim bolnikom, ugotovljen v anamnezi, in serološki izvidi običajno potrdijo diagnozo. Tovrstni artritis ne napreduje v druge oblike artritisa. Praviloma simptomi v sklepih trajajo 1 do 3 mesece, pri 10–20 % bolnikov pa lahko trajajo tudi več mesecev.

### Aplastična kriza
Sicer pride med okužbo  z virusom B19 do zavrtja eritropoeze (tvorbe rdečih krvničk) pri večini bolnikov, vendar je to nevarno zlasti pri bolnikih s srpastocelično anemijo ali dedno sferocitozo, ki so veliko bolj občutljivi na zmanjšanje eritropoeze zaradi krajše življenjske dobe njihovih rdečih krvničk. Prehodno nenadno izginotje rdečih krvničk v kostnem mozgu se imenuje aplastična kriza in se zdravi s transfuzijami krvi.

### Plodova vodenica
Okužbo z virusom B19 pri nosečnicah povezujejo s plodovo vodenico (fetalnim hidropsom) zaradi hude oblike slabokrvnosti ploda. V nekaterih primerih povzroči nehoteni splav ali rojstvo mrtvorojenca.